# Internet Information Services
Internet Information Services er navnet på Microsofts webserver-produkt. Serveren giver mulighed for en tæt integration med Microsoft Frontpage.
I IIS 3.0 blev ASP (Active Server Pages) introduceret. Senere blev det omtalt som klassisk ASP. I 2002 kom overtageren til ASP, nemlig ASP.NET som de første år var en ekstra applikation til IIS. 
Fra IIS 7.0 var ASP.NET helt integreret i webserveren.